# 続・悪魔の棲む家
『続・悪魔の棲む家』（ぞく あくまのすむいえ、英: The Amityville Curse）は、1990年のホラー映画。悪魔の棲む家シリーズの番外編、アミティビルが舞台だがオーシャン・アベニュー112番地とは一切関連のない内容である。原作はハンス・ホルザーの小説『The Amityville Curse』(日本未出版)とされるが大まかな部分のみ映画に使われただけで両作とも内容は異なる。

## ストーリー
アミティビルの司祭館、神父が懺悔室で何者かにより射殺されてしまう。それから12年後、空き家になった司祭館には新婚のデビーとマーヴィンが移り住みに友人達と来ていた。デビーは以前、夢の中でこの司祭館を見たという。こうして家を購入した夫婦、友人達は館に泊まる。地下室に封印された懺悔室を発見したことを切っ掛けに悪霊が解き放たれ、ポルターガイスト現象を起こしデビー達を襲う。やがて友人の一人フランクに悪霊が憑依してしまい次々とマーヴィンを含め同居している者を殺し始めていく

## キャスト
- フランク - キム・コーツ
- デビー - ドーナ・ワイトマン
- モリアーティ夫人 - ヘレン・ヒューズ
- マーヴィン - デヴィッド・スタイン
- ビル - アンソニー・ディーン・ルーベス
- アビゲイル - カサンドラ・カヴァ
- 神父 - ヤン・ルベシュ
- 少年の悪霊 - スコット・ヤプ
- クレイベル - マーク・カマチョ

## スタッフ
- 製作：フランコ・バティスタ
- 監督：トム・ベリー
- 脚本：マイケル・クルーガー
- 撮影：ロドニー・ギボンズ
- 音楽：ミラノ・キムリッカ
- 上映時間：90分

## 『The Amityville Curse』
ハンス・ホルザー著の小説。日本では翻訳されておらず未出版。